# Nathalie de Vries

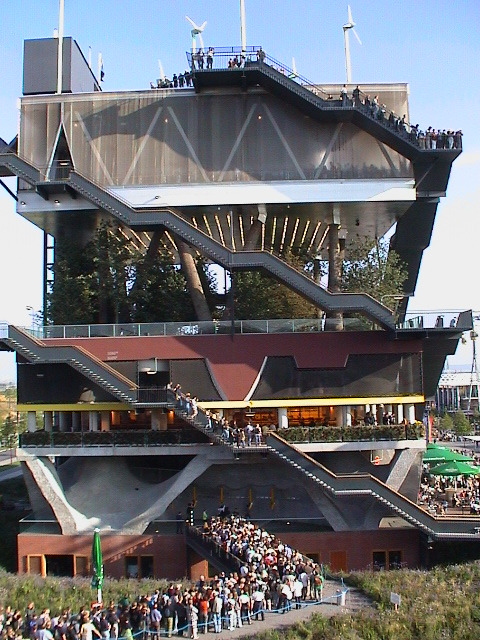
Entwurf von MVRDV: Der Pavillon der Niederlande zur Expo 2000

Nathalie de Vries (* 22. März 1965 in Appingedam) ist eine niederländische Architektin und Partnerin im Büro MVRDV, einem weltweit erfolgreichen niederländischen Architekturbüros in Rotterdam.

## Leben
Sie studierte von 1984 bis 1990 Architektur an der Technischen Universität Delft. Als Architektin arbeitete sie bei Martinez Lapenas & Torres Arquitectos  in Barcelona, D.J.V. Architects Rotterdam and Mecanoo Architects in Delft. 1991 gründete sie in Rotterdam gemeinsam mit Winy Maas und Jacob van Rijs das Architekturbüro MVRDV.
Nathalie de Vries hat an zahlreichen Hochschulen und Universitäten Architektur gelehrt, unter anderem an der Technischen Universität Delft, der Technischen Universität Berlin, am Berlage Institut in Rotterdam und an der Architectural Association London. Seit 2013 unterrichtet sie die Klasse für Baukunst an der Kunstakademie Düsseldorf.
Von 2003 bis 2006 war sie Mitglied des Gestaltungsbeirates der Stadt Salzburg.
De Vries gestaltete als Stadtarchitektin (vgl. Stadtbaurat) von Groningen von 2020 bis 2023 die Debatte zur Transformation der Stadt.